# Bruno Agra
Bruno Agra (Río de Janeiro, 1 de septiembre de 1980) es un músico brasileño, actualmente baterista de la banda de hard rock We Are Harlot, anteriormente baterista de la banda Revolution Renaissance y Aquaria.

## Carrera musical

### Aquaria (1999-2007)
Bruno Agra comenzó como baterista del grupo de power metal sinfónico brasileño Uirapuru, posteriormente conocido como Aquaria. Como Uirapuru grabaron dos maquetas y tras pasar a llamarse Aquaria graban dos discos de estudio. 

### Revolution Renaissance (2010)
Bruno Agra hace su aparición en la batería para el tercer álbum Trinity de la banda Revolution Renaissance como miembro de oficial, sin embargo, la banda se disolvió ese mismo año.

### We Are Harlot (2011–presente)
Bruno Agra se unió a la banda en su año de formación de 2011 después de que él fue invitado por miembros Danny Worsnop y Jeff George de escribir música con ellos. Desde entonces han reclutado Brian Weaver e intención de lanzar su álbum debut el 27 de marzo de 2015.

## Discografía
Uirapuru
- 2001 - Here Comes The Life (Demo)
- 2002 - Flames of Trinity (Demo)

Aquaria
- 2005 - Luxaeterna
- 2007 - Shambala

Revolution Renaissance
- 2010 - Trinity

We Are Harlot
- 2015 - We Are Harlot

- Datos: Q19518071